# Electrographa
Electrographa é um gênero de mariposa pertencente à família Acrolepiidae.